# Acty汐留
Acty汐留（日語：アクティ汐留）是日本东京都港区海岸中的一栋超高层住宅。

## 概要
于2004年11月竣工，是一栋56层，户数为682户，东京都最高的住宅楼。45楼～56楼为面向富裕阶层的高级租赁住宅“La Tour 汐留”。1楼设有24小时营业的超市“Maruetsu Petit”，2楼设有医疗设施与托儿设施，有较高的便利性。

## 交通
- 京滨东北线滨松町站步行3分钟
- 大江户线・浅草线大门站步行3分钟
- 百合鸥号汐留站步行4分钟

## 脚注
1. ↑  . Skyscraperpage.com. （原始内容存档于2012-03-29）.
2. ↑  . Emporis.com. （原始内容存档于2012-03-29）.

35°39′29″N 139°45′32″E / 35.65806°N 139.75889°E